# Norbert van Barneveld
Norbert van Barneveld (* 11. Juli 1973) ist ein niederländischer Badmintonspieler.

## Karriere
Norbert van Barneveld siegte 1997 bei den Hungarian International sowie 1998 bei den French Open. 1998 startete er mit dem Nationalteam seines Landes ebenfalls im Thomas Cup, 1999 nahm er an den Badminton-Weltmeisterschaften teil. 1999 gewann er auch seinen einzigen nationalen Titel in den Niederlanden.

## Sportliche Erfolge
| Saison | Veranstaltung                      | Disziplin    | Platz | Name                                         |
| ------ | ---------------------------------- | ------------ | ----- | -------------------------------------------- |
| 1997   | Hungarian International            | Mixed        | 1     | Norbert van Barneveld / Lotte Jonathans      |
| 1998   | French Open                        | Mixed        | 1     | Norbert van Barneveld / Lotte Jonathans      |
| 1999   | Weltmeisterschaft                  | Herrendoppel | 33    | Norbert Van Barneveld / Jurgen van Leeuwen   |
| 1999   | Niederlande: Einzelmeisterschaften | Mixed        | 1     | Norbert van Barneveld / Erica van den Heuvel |

## Referenzen
- Norbert van Barneveld beim Badminton-Weltverband

| Personendaten    | Personendaten                     |
| ---------------- | --------------------------------- |
| NAME             | Barneveld, Norbert van            |
| KURZBESCHREIBUNG | niederländischer Badmintonspieler |
| GEBURTSDATUM     | 11. Juli 1973                     |